# هنری ششم: قسمت سوم

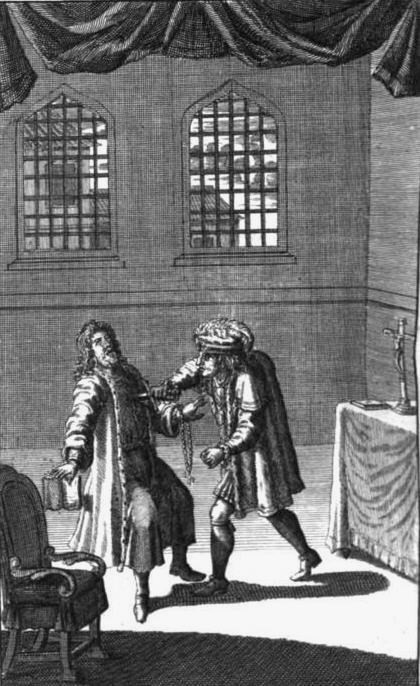
قتل هنری ششم؛ اثر نیکولاس رو (۱۷۰۹)

هنری ششم: قسمت سوم نمایشنامه‌ای تاریخی اثر ویلیام شکسپیر است که در حدود سال‌های ۱۵۹۰-۱۵۹۲ نوشته شده‌است.

## ماخذ نمایشنامه
ماخذ اصلی مواد تاریخی کتاب «سیر تاریخ انگلستان، اسکاتلند و ایرلند» اثر رافائل هالینشد (۱۵۸۶-۱۵۸۷)؛ و همچنین «اتحاد دو خانواده مشهور و درخشان لنکستر و یورک» اثر ادوارد هال (۱۵۴۷) است. همچنین دو نمایشنامه دیگر که در برگیرنده مطالب سه قسمت هنری ششم شکسپیر هستند با عنوان‌های: «اولین بخش مجادله بین دو خانواده معروف یورک و لنکستر» و «تراژدی حقیقی ریچارد دوک اهل یورک» نیز وجود دارند که نوشته شدن این دو نمایشنامه را عده‌ای به شکسپیر نسبت می‌دهند. منتقدین دربارهٔ این دو نمایشنامه و ارتباطشان با نمایشنامه هنری ششم؛ دو عقیده مختلف دارند:

اول: «مجادله» و «تراژدی حقیقی» دستنویس‌های خام و بازبینی نشده هنری ششم: قسمت‌های دوم و سوم است.

دوم: «مجادله» و «تراژدی حقیقی» توسط شکسپیر نوشته نشده‌اند و نسخه‌های تقلبی هستند.

## تاریخ وقوع حوادث نمایشنامه
نمایشنامه هنری ششم در قسمت سوم در بر گیرنده وقایع سال‌های ۱۴۷۱-۱۴۵۵ است. از جمله وقایع تاریخی که در نمایشنامه شکسپیر به آن‌ها اشاره شده‌است و از جمله رویدادهای تأیید شده عصر هنری ششم (تاریخ سلطنت ۱۴۷۱-۱۴۲۲) شناخته می‌شوند می‌توان به این موارد اشاره کرد:
- جنگ‌های گل رز.
- ادعای یورک به ولیعهدی (۱۴۶۰).
- پیروزی طرفداران لنکستر در نبرد ویکفیلد و مرگ یورک (۱۴۶۰).
- پیروزی لنکستر در دومین نبرد سنت آلبنز (۱۴۶۱).
- انتصاب ادوارد چهارم به سلطنت انگلستان (۱۴۶۱).
- پیروزی جناح یورک در تاوتون (۱۴۶۱).
- ازدواج ادوارد چهارم با الیزابت وودویل (۱۴۶۴).
- پیروزی جناح یورک در هکزام (۱۴۶۴).
- حبس شدن هنری ششم (۱۴۶۵).
- به سلطنت بازگشتن هنری ششم (۱۴۷۰).
- بازگشت ادوارد چهارم (۱۴۷۱).
- مرگ واریک در بارنت (۱۴۷۱).
- شکست ملکه مارگارت در نبرد تویکس‌بری و مرگ شاهزاده ادوارد (۱۴۷۱).
- به قتل رسیدن هنری ششم در برج لندن (۱۴۷۱).

## شخصیت‌های نمایش

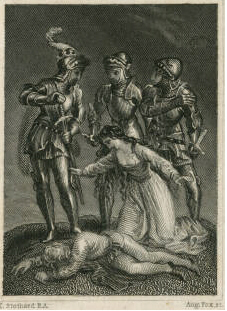
مرگ پرنس ادوارد؛ اثر توماس استاثارد (۱۸۲۴)

این نمایش در ۵ پرده تدوین شده‌است و دارای ۳۳ شخصیت و تعدادی سیاهی لشکر است. شخصیت‌های اصلی نمایش عبارتند از:
- هنری ششم: پادشاه انگلستان، هنوز همان «هنری» خجالتی، کمرو، با حیا و عابد نماست که دستش برای گرفتن چوبدستی زایران برازنده تر است تا گرفتن عصای پادشاهی.
- ادوارد: پرنس ولز، پسر و ولیعهد هنری، جوانمرد، شاهزاده‌ای به تمام معنا، طبیعت در حق او تا نهایت ولخرجی کرده بود.
- مارگارت: ملکه و همسر شاه هنری، کاپیتان مارگارت؛ ماده گرگ فرانسوی، زنی سرسخت و سنگدل که نمی‌تواند شکستی را تحمل کند.
- دوک سامرست: از اعضای جناح لنکستر (رز سرخ) .
- ارل آکسفورد: از اعضای جناح لنکستر (رز سرخ) .
- ارل وستمورلند: از اعضای جناح لنکستر (رز سرخ) .
- ارل نورثامبرلند: از اعضای جناح لنکستر (رز سرخ) .
- مارکی مانتگیو: از اعضای جناح لنکستر (رز سرخ) .
- دوک اگزیتر: از اعضای جناح لنکستر (رز سرخ) .
- لرد کلیفورد: از اعضای جناح لنکستر (رز سرخ).
- هنری: ارل ریچموند، امید انگلستان، جوانی خوش سیما، به راستی گویی سرش برای تاج ساخته شده‌است.
- ریچارد پلانتاجنت، دوک یورک، مدعی جاه طلب سلطنت.
- ادوارد ارل مارچ؛ «ادوارد آزمند»، پسرکی مغرور و پرخاشگر، بعدها ادوارد چهارم پادشاه انگلستان.
- ادموند، ارل روتلند، پسرکی در حال تعلیم دیدن.
- جورج: بعدها دوک کلارنس، مردابی از مکر و ریا.
- ریچارد: بعدها دوک گلاستر، ریچارد مفلوک، قلوه سنگی تیز، پاره گوشتی هضم نشده و بی شکل.
- ریچارد نوبل، ارل واریک، چرب زبان، بوقلمون صفت، آنکه شاهان را اول بالا می‌برد و بعد بر زمین می‌کوبد.
- دوک نورفوک: از اعضای جناح یورک (رز سفید).
- ارل پمبروک: از اعضای جناح یورک (رز سفید).
- لرد هستینگز: از اعضای جناح یورک (رز سفید).
- لرد ستافورد: از اعضای جناح یورک (رز سفید).
- سر جان مورتیمر: عموی ستافورد.
- سر هیو مورتیمر: عموی ستافورد.
- سر جان مانتگامری: عموی ستافورد.
- سر ویلیام ستنلی.
- سر جان سامرویل.
- الیزابت وودویل: بیوه سر ریچارد گری (که در نبرد سنت آلبنز کشته شد)، بعدها همسر شاه ادوارد چهارم.
- لرد ریورز: برادر لیدی گری.
- لویی یازدهم: پادشاه فرانسه.
- بونا: خواهر ملکه فرانسه و نامزد شاه ادوارد چهارم.
- شهردار یورک: پیرمردی خوب و درستکار.
- پسری که پدرش را کشته.
- پدری که پسرش را کشته.
- نجیبزادگان، سربازان، زندانبانان، شکارچیان، قاصدان، پاسبانان و ملازمان.

## محل وقوع حوادث نمایشنامه
نقاط مختلف انگلستان و فرانسه.